# آرتاک سارگسیان (کارآفرین)
آرتاک سارگسیان (ارمنی: Արտակ Սարգսյան؛ زادهٔ ۱۳ ژوئیهٔ ۱۹۷۳) یک کارآفرین و سیاستمدار اهل ارمنستان است که از تاریخ ۲۰۰۳ تا تاریخ ۲۰۰۷ سمت نمایندگی دوره سوم مجلس ملی جمهوری ارمنستان و از تاریخ ۲۰۱۲ تا تاریخ ۲۰۱۸ نمایندگی دوره‌های پنجم و ششم مجلس ملی جمهوری ارمنستان را برعهده داشت.

## زندگی‌نامه
در ۱۳ ژوئیه ۱۹۷۳ در ایروان به دنیا آمد و از دانشگاه ملی علوم کشاورزی ارمنستان فارغ‌التحصیل شد. 

## نگارخانه

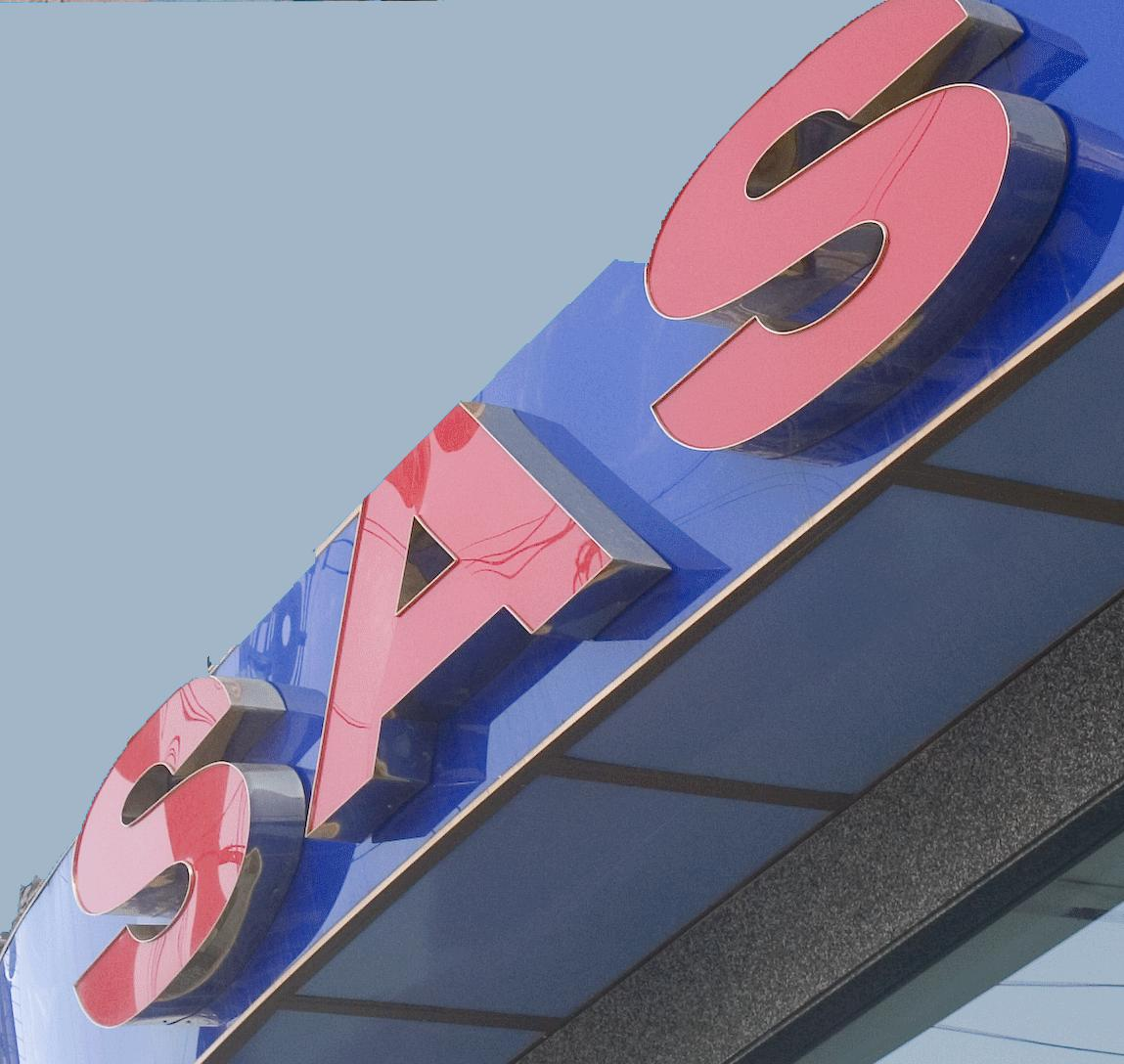